# Веселинова, Вержиния
Вержиния Иванова Веселинова (в замужестве — Игнатова; болг. Вержиния Иванова Веселинова (Игнатова); род. 18 ноября 1957, Асеновград, Пловдивская область) — болгарская легкоатлетка, выступавшая в толкании ядра. Участница летних Олимпийских игр 1980 года, чемпионка Европы в помещении 1982 года.

## Биография
Вержиния Веселинова родилась 18 ноября 1957 года в болгарском городе Асеновград.
Выступала в легкоатлетических соревнованиях за асеновградский «Асеновец» и софийский «Левски-Спартак». Тренировалась под началом Петко Петкова, Димитара Бахчеванова, Тодора Артарски, Васила Крумова. В 1981 году стала чемпионкой Болгарии в толкании ядра.
В 1975 году завоевала золотую медаль юниорского чемпионата Европы в Афинах (17,30).
Дважды становилась чемпионкой Балканских игр — в 1978 году в Салониках и в 1980 году в Софии.
В 1980 году вошла в состав сборной Болгарии на летних Олимпийских играх в Москве. В толкании ядра заняла 5-е место, показав результат 20,72 и уступив 1,69 метра завоевавшей золото Илоне Слупянек из ГДР.
В 1982 году завоевала золотую медаль на чемпионате Европы в помещении в Милане (20,19).
В том же году заняла 5-е место на чемпионате Европы в Афинах (20,23).
В 1989 году завершила выступления.

## Личный рекорд
- Толкание ядра — 21,61 (21 августа 1982, София)[4]
- Толкание ядра (в помещении) — 20,74 (21 февраля 1982, София)[4]